# Thomas Harvey Johnston

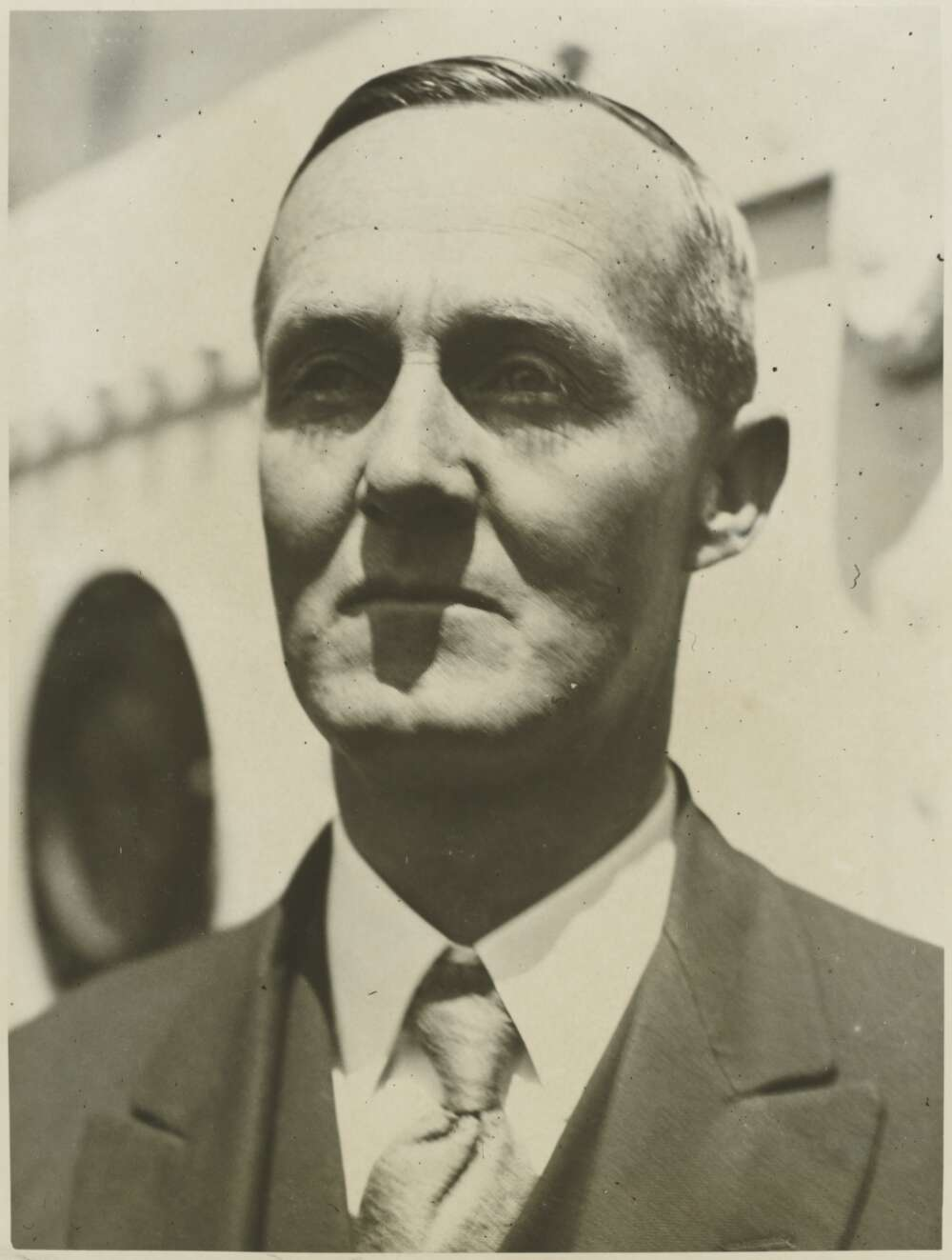
Thomas Harvey Johnston, circa 1930

Thomas Harvey Johnston (geb. 9. Dezember 1881 in Balmain, heute Stadtteil von Sydney; gest. 30. August 1951 in Adelaide) war ein australischer Zoologe und Helminthologe sowie Hochschullehrer an den Universitäten von Queensland und Adelaide.

## Leben
Nach seinem Schulabschluss studierte Thomas Harvey Johnston an der Universität Sydney und erwarb 1906 den B.A., 1907 den B.Sc. und den M.A. sowie 1911 den D.Sc. Von 1903 bis 1906 unterrichtete er an der Fort Street Public School, von 1907 bis 1908 unterrichtete er Zoologie und Physiologie am Sydney Technical College und wurde 1908 assistant director des Bathurst Technical College. 1909 wurde er zum Assistenz-Mikrobiologe an das neu errichtete Bureau of Microbiology der Gesundheitsministeriums von New South Wales Health Department berufen, 1911 als Dozent an das Department für Biologie der University of Queensland. 1919 wurde er dort zum Professor berufen. 1912 bis war er Vorsitzender einer Kommission, die Bekämpfungsmaßnahmen gegen die eingeschleppten Opuntien untersuchte, und etablierte die biologische Bekämpfung mit dem Insekt Dactylopius ceylonicus.
Johnston besinderes Interesse galt der marinen Ökologie von Caloundra und den südlichen Inseln des Great Barrier Reef. 1915 bis 1916 war er Präsident der Royal Society of Queensland und von 1916 bis 1917 des Queensland Field Naturalists' Club. Er war Gründungsmitglied des Great Barrier Reef Committee und bis zu seinem Tod Mitglied des Australian National Research Council. 1922 wurde er zum Professor für Zoologie an die University of Adelaide berufen, wo er von 1928 bis 1934 auch den Lehrstuhl für Botanik innehatte. Hier spezialisierte er sich auf die deskriptive Parasitologie und wurde bald zu einer weltweit anerkannten Autorität für Helminthologie. Er trug zahlreiches neues Material für die Sammlung des South Australian Museum bei. Auf Einaldung von Sir Douglas Mawson nahm er als leitender Zoologe der Britisch-Australisch-Neuseeländischen Antarktis-Forschungsexpedition 1929 teil, unternahm 1929 bis 1931 zwei Entdeckungsreisen und war Herausgeber der zoologischen und botanischen Berichte. 1929 bis 1937 unternahm er mit John Burton Cleland zahlreiche Expeditionen in das Zentrum Australiens.
Johnston war Autor oder Mitautor von 299 wissenschaftlichen Arbeiten. Er erhielt 1913 den David Syme prize, das erste Walter and Eliza Hall fellowship in economic biology in the University of Queensland, die Sir Joseph Verco medal und 1939 die Mueller medal der Australian and New Zealand Association for the Advancement of Science. Johnston war Erstbeschreiber zahlreicher Gattungen und Arten, nach im sind die Fadenwurmgattungen Johnstonmawsonia, Johnstonmawsonoides, Johnstonema und Johnstonia benannt.